# Руткові
Руткові (Fumariaceae) — родина дводольних рослин порядку жовтецевоцвітих. Об'єднує 21 рід та близько 470 видів, поширених головним чином у регіонах з помірним кліматом. Декілька видів роду Ряст зустрічається у горах Східної Африки та кілька дрібних родів у Південній Америці. Системи APG IV (як і APG III) включають колишню родину Fumariaceae в межах Papaveraceae.

## Опис
Родина дуже близька до макових, від яких відрізняється відсутністю у листках і стеблах молочних трубок та молочних мішків, дрібними чашолистками, котрі не огортають частини квітки до її розкриття, білатерально симетричними квітками з постійними чотирма пелюстками і чотирма-шістьма тичинками.

## Поширення в Україні
В Україні родина представлена трьома родами: ряст (Corydalis) — шість видів; рутка (Fumaria) — шість видів; дицентра (Dicentra) — один інтродукований з Японії декоративний вид (дицентра прекрасна Dicentra spectabilis), що розводиться у садах і парках по всій Україні.

## Класифікація
- Підродина Fumarioideae Eaton

- Триба Hypecoeae Dumort.

- Hypecoum L.
- Pteridophyllum Siebold & Zucc.

- Триба Fumarieae Dumort.

- Adlumia Raf. ex DC. — Алдумія
- Capnoides Mill.
- Ceratocapnos Durieu
- Corydalis DC. nom. cons. — Ряст
- Cryptocapnos Rech.f.
- Cysticapnos Mill.
- Dactylicapnos Wall.
- Dicentra Bernh. nom. cons. — Розбите серце
- Discocapnos Cham. & Schltdl.
- Ehrendorferia Fukuhara & Lidén
- Fumaria L. — Рутка
- Fumariola Korsh.
- Ichtyoselmis Lidén & Fukuhara
- Lamprocapnos Endl.
- Platycapnos (DC.) Bernh.
- Pseudofumaria Medik.
- Rupicapnos Pomel
- Sarcocapnos DC.
- Trigonocapnos Schltr.